# Spilosoma rufomarginata
Spilosoma rufomarginata là một loài bướm đêm thuộc phân họ Arctiinae, họ Erebidae.